# Amintore Galli
Amintore Galli (Perticara, Emília-Romanya, Itàlia, 12 d'octubre de 1845 - Rímini, Emília-Romanya, 8 d'octubre de 1919) fou un compositor, periodista i musicògraf italià.
Estudià en el Conservatori de Milà, i després fou director de l'Escola de Música de Finale i més tard aconseguí la plaça de professor d'història de la música del Conservatori Giuseppe Verdi de Milà, on tingué entre altres alumnes a Franco Vittadini i Giuseppe Pietri. Fou redactor del diari Il Secolo, i entre les seves composicions hi figuren:
- Il corno d'oro, òpera (Torí, 1876),
- David, òpera (1904).
- Espiazione, oratori,
- Cristo al Golgota, oratori,
- Totentans, per a baríton i orquestra,
- Un Quintet, per a instruments d'arc.

A més se li deuen els escrits:
- Arte fonetica, (1870),
- La música ed i musicisti dal secolo X sino ai nostri giorni, (1872),
- Trattato di contrappunto e fuga, (1877),
- La música dei greci, (1879),
- Sunto di lezioni, di storia, teoria ed estetica della música, (1880),
- Mannuale del capomusica, (1889),
- Il polifonista al pianoforte, (1889),
- Piccolo lessico del mucisista, (1891),
- Strumenti a strumentazione, (1897),
- Etnografia della música, (1898),
- Estetica della música, (1900),
- Del canto litúrgico cristiano,
- L'omofonia della chiesa latina e sua armonizzazione.,